# 夢のしっぽ
『夢のしっぽ』（原題：Desire Caught by the Tail）は、アメリカ合衆国のミュージシャン、エイドリアン・ブリューが1986年に発表した、ソロ名義では3作目のスタジオ・アルバム。

## 背景
ブリュー自身の多重録音により制作されたインストゥルメンタル・アルバムで、本人は2014年のインタビューにおいて「ギターシンセサイザーが、どれほどオーケストラに近い音を出せるか試していた頃のレコード」と説明している。「ゲルニカ」はパブロ・ピカソの絵画『ゲルニカ』にインスパイアされた曲で、ブリューは『Music Technology』誌1987年3月号のインタビューにおいて「本当に美しくて途方もない絵で、僕はわずか2分ほどしかないこの曲を作っている途中、この絵が何を表現しているのか気付いたんだ、戦争と混沌についての作品だってことにね」と語っている。

## 反響・評価
セールス的には成功を収められず、ブリューのアルバムとしては初めてBillboard 200入りを逃し、本作を最後にアイランド・レコードとの契約を失った。
Mike DeGagneはオールミュージックにおいて5点満点中3.5点を付け「騒がしいディストーション、いびつな音色、分厚い音、そして不条理の域に達するほど極めて実験的な奏法に情熱が注がれている」「音楽的か否かを問わず、エレクトリック・ギターの多種多様な可能性を楽しめる人々にとっては、8曲とも心地好く感じられるだろう」と評している。

## 収録曲
全曲ともエイドリアン・ブリュー作曲。
1. タンゴ・ゼブラ - "Tango Zebra" - 7:39
2. 笑う男 - "Laughing Man" - 2:42
3. ジプシー・ズルナ - "The Gypsy Zurna" - 2:49
4. マーガレットの肖像 - "Portrait of Margaret" - 3:07
5. ビーチ・クリーチャーズ・ダンシング・ライク・クレインズ - "Beach Creatures Dancing Like Cranes" - 4:00
6. 海辺のカフェにて - "At the Seaside Café" - 5:10
7. ゲルニカ - "Guernica" - 2:06
8. "Z" - 5:40